# Frotey-lès-Vesoul

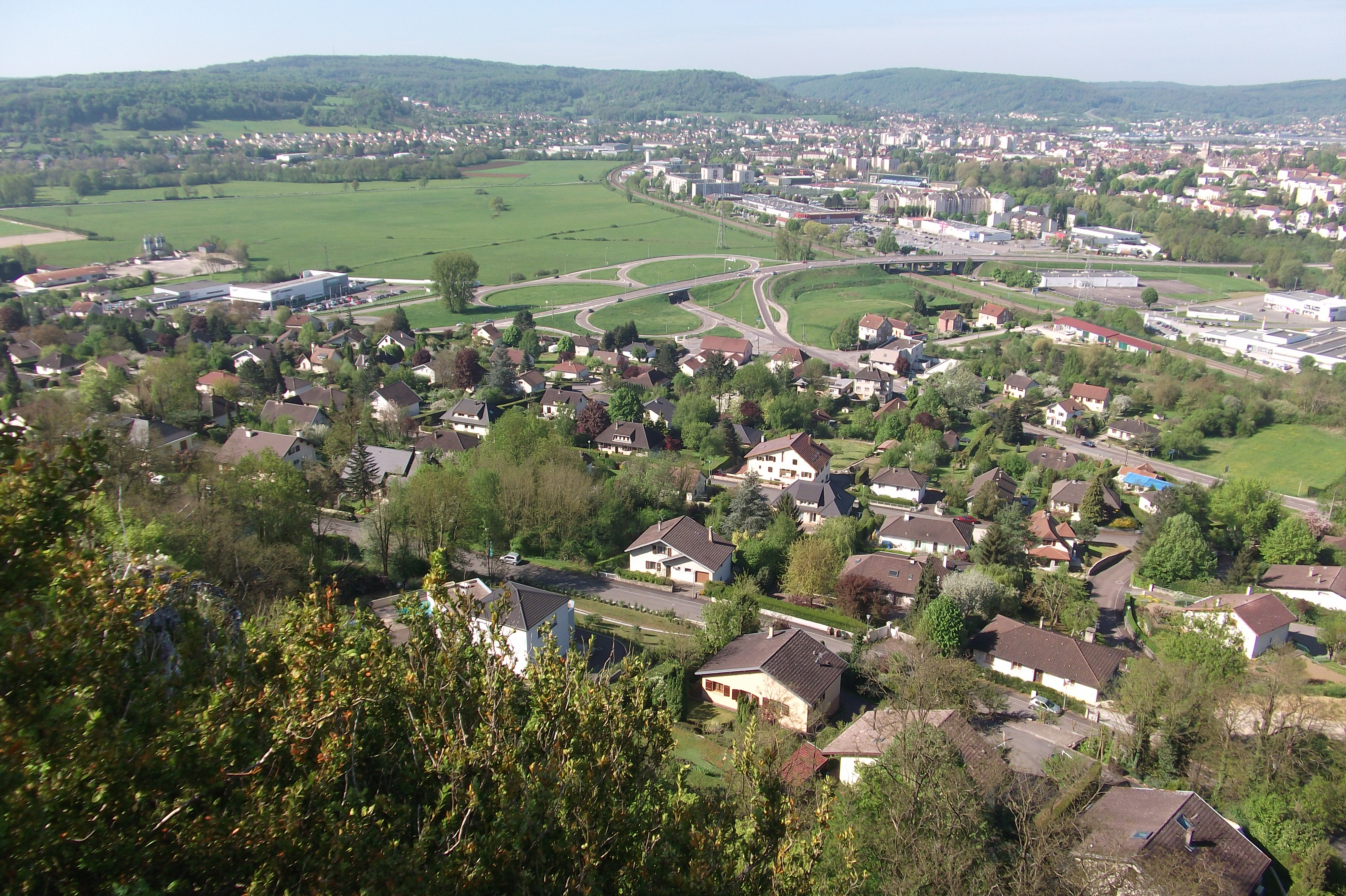
Frotey-lès-Vesoul (2010)

Frotey-lès-Vesoul ist eine Gemeinde im französischen Département Haute-Saône in der Region Bourgogne-Franche-Comté. Sie gehört zum Agglomerationsraum Vesoul.

## Geographie
Frotey-lès-Vesoul liegt auf einer Höhe von 225 m über dem Meeresspiegel, etwa zwei Kilometer östlich der Stadt Vesoul. Das Dorf erstreckt sich im zentralen Teil des Départements, am östlichen Rand des Beckens von Vesoul, nördlich des Flüsschens Colombine, zwischen den Höhen von Sabot im Norden und Montmartine im Süden.
Die Fläche des 7,63 km² großen Gemeindegebiets umfasst einen Abschnitt im Bereich des Beckens von Vesoul. Eingefasst wird das Gebiet im Westen durch den Flusslauf des Durgeon, im Süden durch seinen linken Zufluss Colombine. Der Durgeon fließt durch eine fast zwei Kilometer breite Alluvialebene, die durchschnittlich auf 220 m liegt. Die Colombine tritt von Osten her in diese Talebene ein, nachdem sie vorher ein rund 30 m tief in die Umgebung eingeschnittenes Tal mit mehreren Windungen passiert hatte.
Nach Osten erstreckt sich das Gemeindeareal auf das Plateau von Frotey (270 m) sowie auf die Hochfläche des Sabot (347 m). Dieser fällt mit einem Steilhang zum Talbecken des Durgeon ab, wobei die Oberkante des Hanges von einem Felsband gekrönt ist. Dieser Abschnitt mit dem Felsturm des Rocher du Sabot ist als Naturschutzgebiet ausgewiesen (Réserve Naturelle du Sabot de Frotey). Weiter nach Nordosten reicht der Gemeindeboden auf die Hochfläche des Bois de Frotey. Hier wird mit 374 m die höchste Erhebung von Frotey-lès-Vesoul erreicht.
Während am unteren Hang um Frotey kalkige und sandig-mergelige Sedimente der unteren Jurazeit (Lias) hervortreten, bestehen die Höhenzüge aus widerstandsfähigem Kalkgestein der mittleren Jurazeit.
Zu Frotey-lès-Vesoul gehören neben dem eigentlichen Ort folgende Siedlungen:
- Bel-Air (230 m) am Westfuß und -hang des Sabot
- Bayard (257 m) auf dem Plateau südlich des Sabot
- Jeu de Quilles (250 m) auf dem Plateau nördlich des Taleinschnitts der Colombine

Nachbargemeinden von Frotey-lès-Vesoul sind Coulevon, Comberjon und Montcey im Norden, Dampvalley-lès-Colombe im Osten, Colombe-lès-Vesoul und Quincey im Süden sowie Vesoul im Westen.

## Geschichte
Das Gebiet von Frotey kann auf eine sehr lange Besiedlungsgeschichte zurückblicken. In einer Höhle im Tal der Colombine wurden Überreste aus vorgeschichtlicher Zeit gefunden. Ferner wurden bei Ausgrabungen Reste eines gallorömischen Siedlungsplatzes entdeckt.
Erstmals urkundlich erwähnt wird Frotey im Jahr 1238. Im Mittelalter gehörte das Dorf zur Freigrafschaft Burgund und darin zum Gebiet des Bailliage d’Amont. Die lokale Herrschaft hatte der Vicomte von Vesoul inne. Zusammen mit der Franche-Comté gelangte das Dorf mit dem Frieden von Nimwegen 1678 definitiv an Frankreich. Heute ist Frotey-lès-Vesoul Mitglied des 19 Ortschaften umfassenden Gemeindeverbandes Communauté de communes de l’agglomération de Vesoul.

## Sehenswürdigkeiten
Die Dorfkirche von Frotey-lès-Vesoul stammt ursprünglich aus dem 12. Jahrhundert, wurde später aber mehrfach verändert und teilweise neu gebaut. Als ältester Teil ist der Chorraum aus dem 12. Jahrhundert erhalten, Querschiff und Seitenkapellen stammen aus dem 14. Jahrhundert, während das Schiff im 18. Jahrhundert neu erbaut wurde. Die Kirche beherbergt Mobiliar aus dem 18. Jahrhundert, mehrere Grabplatten und ein Taufbecken aus dem 15. Jahrhundert. Hinter der Kirche steht ein Calvaire aus dem 15. Jahrhundert. Das Château de Frotey wurde im 18. und 19. Jahrhundert errichtet und war Wohnsitz des Romanautors Xavier de Montépin.

## Bevölkerung
| Jahr                       | 1962 | 1968 | 1975 | 1982 | 1990 | 1999 | 2006 |
| Einwohner                  | 810  | 873  | 1161 | 1256 | 1455 | 1423 | 1281 |
| Quellen: Cassini und INSEE |      |      |      |      |      |      |      |

Mit 1367 Einwohnern (1. Januar 2022) gehört Frotey-lès-Vesoul zu den mittelgroßen Gemeinden des Département Haute-Saône. Während des 20. Jahrhunderts nahm die Einwohnerzahl kontinuierlich zu (1901 wurden erst 442 Personen gezählt), wobei das stärkste Wachstum während der 1970er Jahre beobachtet wurde. Um 1990 erreichte die Bevölkerungszahl mit rund 1450 Personen den bisherigen Höchststand. Seither ist die Einwohnerzahl wieder rückläufig; es wurde ein Rückgang von rund 10 % verzeichnet. Das Siedlungsgebiet von Frotey-lès-Vesoul ist heute beinahe lückenlos mit demjenigen von Vesoul zusammengewachsen.

## Wirtschaft und Infrastruktur
Frotey-lès-Vesoul war noch bis ins 20. Jahrhundert hinein ein vorwiegend durch die Landwirtschaft (Ackerbau, Weinbau und Viehzucht) und die Forstwirtschaft geprägtes Dorf. Seit den 1970er Jahren hat sich im Westen des Gemeindegebietes in der Talebene des Durgeon am Stadtrand von Vesoul eine Gewerbe- und Industriezone entwickelt. Hier haben sich Firmen der Branchen Reinigung, Transport- und Baugewerbe und der Elektronik niedergelassen. Daneben gibt es verschiedene Dienstleistungsunternehmen, Betriebe des Einzelhandels sowie Freizeit- und Sporteinrichtungen. Viele Erwerbstätige sind auch Wegpendler, die in den anderen Ortschaften der Agglomeration Vesoul ihrer Arbeit nachgehen.
Der Ort ist verkehrstechnisch gut erschlossen. Er ist an das überregionale Straßennetz mit den Hauptstraßen N19 (Belfort – Vesoul – Langres) und N57 (Vesoul – Remiremont) angebunden. Durch eine Ortsumfahrung ist der Dorfkern vom Durchgangsverkehr entlastet. Weitere Straßenverbindungen bestehen mit Villersexel, Quincey und Colombe-lès-Vesoul. Durch Frotey-lès-Vesoul führt die Bahnlinie von Vesoul nach Belfort. Das Dorf ist durch eine Buslinie mit der Stadt Vesoul verbunden. Auf der Hochfläche des Bois de Frotey befindet sich der Regionalflughafen Aérodrome de Vesoul-Frotey.